# Michelle Plouffe
Michelle Plouffe (15 de setembro de 1992) é uma basquetebolista profissional canadense.

## Carreira
Michelle Plouffe integrou a Seleção Canadense de Basquetebol Feminino, em Londres 2012 e Rio 2016.